# Ciutat Vella

Ciutat Vella med de fyra stadsdelarna.

Ciutat Vella, katalanska 'Gamla staden', är Barcelonas historiska centrum och det första av stadens tio administrativa distrikt. Den indelas i fyra olika stadsdelar, varav Barri Gòtic och El Raval omger turiststråket La Rambla på var sin sida.

## Indelning och historik
Gamla staden i Barcelona är indelad i de fyra stadsdelarna Barri Gòtic, El Raval, Sant Pere, Santa Caterina i la Ribera och la Barceloneta. Dessa motsvarar Barcelonas utsträckning före den stora expansionen 1863, då den nya stadsdelen Eixample började bebyggas. 
Stadsdelen avgränsas av ett flertal ringvägar vilka ersatte stadsmurarna när dessa revs under 1850 och 1860-talet. Bebyggelsen utgörs huvudsakligen av äldre hus uppförda under 1700 och 1800-talet varav många är resultatet av påbyggnationer av äldre bebyggelse från främst 1300 och 1400-talet.
I gamla staden återfinns flera av Barcelonas äldsta byggnader, till exempel Katedralen, Bankettsalen, Börsen, det gamla sjukhuset, skeppsvarvet, stadshuset och regeringspalatset.
Genom gamla staden sträcker sig två av Barcelonas mest kända gator. Den ena är boulevarden La Rambla – ett av stadens främsta promenadspråk – medan den andra är via Laietana som förbinder hamnen med Eixample. 

## Delområden
| Stadsdel                              | invånare | Yta      | Befolkningstäthet |
| el Barri Gòtic                        | 21 045   | 0,84 km² | 24 997 inv/km²    |
| el Raval                              | 49 315   | 1,10 km² | 44 897 inv/km²    |
| Sant Pere, Santa Caterina i la Ribera | 23 136   | 1,11 km² | 20 763 inv/km²    |
| la Barceloneta                        | 16 351   | 1,31 km² | 12 445 inv/km²    |

## Barcelonas medeltida stadskärna
Barcelonas medeltida stadskärna motsvaras av kvarteret el Barri Gótic som är resultatet av en sammanslagning av de mindre kvarteren la Catedral, el Call, Sant Felip Neri, Sant Just, el Palau, el Pi, Santa Anna och la Mercè vilka var för sig motsvarar en församling. Även kvarteren Sant Pere, Santa Caterina och la Ribera hör till den medeltida staden som tillkom under högmedeltiden och senmedeltiden. Av Barcelonas medeltida stad finns inte mycket kvar bortsett från ett tiotal byggnader som överlevt, dock har vägnätet bevarats i det närmaste intakt trots storslagna planer under 1800-talet när det planerades för ett flertal stora avenyer varav bara via Laietana samt den mer blygsamma calle Ferran realiserades. I samband med att staden växte till en köpmans och handelsstad under 1100 och 1200-talet tillkom gatunamnen som indikerar vilken sorts verksamhet som bedrevs vid varje gata, exempelvis svärdsmedsgatan Carrer de l'Espaseria.

## Gator och torg i Gamla staden
- La Rambla, det huvudsakliga promenadspråket genom gamla staden som kommunicerar Plaça Catalunya med hamnen är en bred boulevard anlagd ovanpå flodfåran Cagalell som allt sedan stadens tillkomst fungerat som avlopp.

- Plaça Reial, det kungliga torget beläget bredvid la Rambla tillkom efter att Kapucinordens konvent bränts ner 1835, fortfarande lever dock namnet kvar i form av rambla dels Caputxins som anlades innan klostret försvann.

- Carrer de la Portaferrissa, katalanska 'järnportsgatan' är en gata som kommunicerar La Rambla med Katedralen. Gatan är uppkallad efter en kraftig stadsport som byggdes på 1200-talet och var under medeltiden kantad av högreståndshus.

- Via Laietana sträcker sig från Plaça Urquinaona i Eixample genom gamla staden fram till Plaça d'Antonio López vid hamnen. Den anlades åren 1908-1913 och var den enda som realiserades av flera stora gator som skulle dras genom gamla staden. För att kunna anlägga gatan var man tvungna att riva 2199 byggnader varav flera medeltida palats och gilleshus, något som var mycket kontroversiellt. I deras plats uppfördes kontorsbyggnader och bankpalats.